# 城東郵便局
城東郵便局（じょうとうゆうびんきょく）は、東京都江東区大島に位置する郵便局である。民営化前の分類では集配普通郵便局であった。

## 概要
住所：〒136-8799 東京都江東区大島3-15-2

### 併設施設
- ゆうちょ銀行城東店（本店城東出張所）：取扱店番号002870

## 沿革
- 1907年（明治40年）7月1日 - 東京府南葛飾郡亀戸町に亀戸郵便局（三等郵便局）として開局[1]。
- 1909年（明治42年）4月16日 - 郵便物集配及び電信事務を開始[2]。
- 1923年（大正12年）8月1日 - 等級を三等から二等に改定[3]。大島郵便局の郵便物集配、電報配達及び電話呼出事務を廃止、当局が承継[4]。
- 1925年（大正14年）11月16日 - 小松川郵便局の郵便物集配、電報配達及び電話呼出事務を廃止、当局が承継[5]。
- 1932年（昭和7年）10月1日 - 城東郵便局に改称[6]。
- 1940年（昭和15年）11月27日 - 等級を二等から一等に改定[7]。
- 1945年（昭和20年）5月1日 - 廃止。取扱業務は江戸川郵便局が承継[8]。
- 1945年（昭和20年）9月6日[要出典] - 江戸川郵便局の管理下に置き、同局の城東分室として再設置。
- 1951年（昭和26年）11月19日 - 江戸川郵便局城東分室を江東区亀戸九丁目から同区大島一丁目に移転[9]。
- 1954年（昭和29年）11月1日 - 江戸川郵便局城東分室を廃止、城東郵便局を開局[10]。
- 1956年（昭和31年）12月1日 - 電話通話事務の取扱を開始。
- 1957年（昭和32年）2月25日 - 和文電報受付事務の取扱を開始。
- 1993年（平成5年）7月1日 - 外国通貨の両替および旅行小切手の売買に関する業務取扱を開始。
- 2007年（平成19年）10月1日 - 民営化に伴い、集配業務・ゆうゆう窓口の運営を郵便事業城東支店に、貯金業務をゆうちょ銀行城東店に、それぞれ設置・移管。
- 2012年（平成24年）10月1日 - 日本郵便株式会社発足に伴い、郵便事業城東支店を城東郵便局に統合。
- 2016年（平成28年）7月25日 - ゆうゆう窓口の24時間営業を廃止。

## 取扱内容

### 城東郵便局
- 郵便、印紙、ゆうパック、内容証明
- 生命保険、バイク自賠責保険、自動車保険、がん保険、引受条件緩和型医療保険
- 江東区内の一部地域（〒136-xxxx）の配達業務(取集は窓口受付、局前のポストを除き新東京郵便局)
- ゆうゆう窓口

### ゆうちょ銀行城東店
- 貯金、貸付、為替、振替、振込、国際送金、外貨両替、国債、投資信託、変額年金保険
- ATM

## 周辺
- 江東区役所大島出張所
- 大島緑道公園
- 猿江恩賜公園
- 江東区立第二大島小学校
- 江東区立第二大島中学校
- 東京都立城東高等学校
- 東京都立科学技術高等学校
- LIXIL（旧トステム）本店

## アクセス
- 都営新宿線 西大島駅から新大橋通りを東へ約400m
- 都営バス 大島三丁目停留所下車
- 首都高小松川線 錦糸町出入口から東へ約1.5km
- 駐車場あり：7台